# اوه (لارستان)
اِوِه، روستایی در دهستان حومه بخش مرکزی شهرستان لارستان در استان فارس ایران است.

## جمعیت
بر پایه سرشماری عمومی نفوس و مسکن در سال ۱۳۹۵، جمعیت این روستا برابر با ۲۲۱ نفر (۵۵ خانوار) بوده است.